# Anosibe An'ala
Pour les articles homonymes, voir Anosibe.
Anosibe An'ala est une ville de la région d'Alaotra-Mangoro, c'est le chef-lieu du District d'Anosibe An'ala.
La population y est de 26 365 habitants.